# François Sérvanin

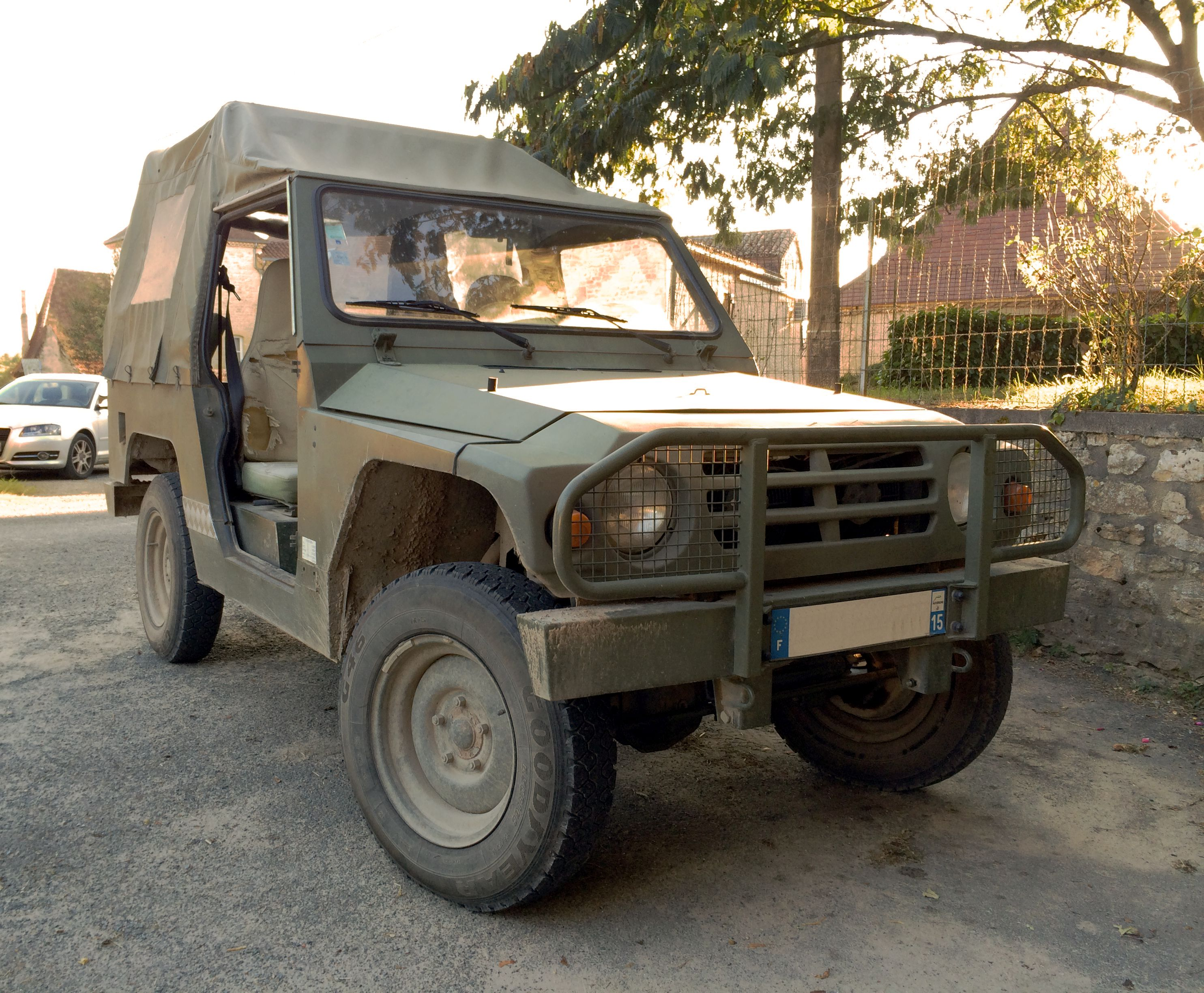
Auverland A3

François Sérvanin (* 20. September 1941 in Oullins) ist ein ehemaliger französischer Autorennfahrer und Unternehmer.

## Karriere als Rennfahrer
François Sérvanin war zwischen 1973 und 1985 im Sportwagensport aktiv. Seine größten Erfolge feierte er beim 24-Stunden-Rennen von Le Mans in Westfrankreich, wo er insgesamt zwölfmal am Start war. Außerdem fuhr er regelmäßig in der Sportwagen-Weltmeisterschaft.
Sein Debüt in Le Mans gab er 1974, seine erste Zielankunft hatte er im Jahr danach mit dem 24. Rang im Schlussklassement. 1979 wurde er mit seinen Partnern Laurent Ferrier und François Trisconi auf einem Kremer-Porsche 935/77A Gesamtdritter, nachdem er 1978 Platz zwölf erreicht hatte. Eine weitere Platzierung im Spitzenfeld fuhr er 1982 mit dem fünften Gesamtrang ein.
Ein fünfter Endrang war auch seine beste Platzierung in der Sportwagen-Weltmeisterschaft, die er 1981 beim 6-Stunden-Rennen von Mugello erzielte.

## Auverland
1980 gründete Sérvanin in Saint-Germain-Laval Auverland ein Unternehmen, das militärische Geländewagen herstellt.

## Laurent Ferrier
2009 gründete er gemeinsam mit Laurent Ferrier die gleichnamige Uhren-Manufaktur. Das Unternehmen stellt handgefertigte hochpreisige Herren-Armbanduhrer in kleiner Stückzahl her.

## Statistik

### Le-Mans-Ergebnisse
| Jahr | Team                            | Fahrzeug                | Teamkollege      | Teamkollege               | Platzierung             | Ausfallgrund                   |
| ---- | ------------------------------- | ----------------------- | ---------------- | ------------------------- | ----------------------- | ------------------------------ |
| 1974 | Racing Organisation Course      | Lola T292               | Robert Mieusset  | Fred Stalder              | Ausfall                 | Benzineinspritzung             |
| 1975 | Société ROC                     | Lola T294               | Albert Dufréne   | Jacques Henry             | Rang 24                 |                                |
| 1976 | Société ROC                     | Chevron B36             | Laurent Ferrier  |                           | Ausfall                 | Gleichlaufgelenk               |
| 1977 | Schiller Racing Team            | Porsche 934             | Laurent Ferrier  | Franz Hummel              | Ausfall                 | Getriebeschaden                |
| 1978 | BP Racing Anne-Charlotte Verney | Porsche 911 Carrera RSR | Xavier Lapeyre   | Anne-Charlotte Verney     | Rang 12 und Klassensieg |                                |
| 1979 | Porsche Kremer Racing           | Porsche 935/77A         | Laurent Ferrier  | François Trisconi         | Rang 3                  |                                |
| 1980 | BMW Zol-Auto                    | BMW M1                  | Laurent Ferrier  | Pierre-François Rousselot | Ausfall                 | Motorschaden                   |
| 1981 | BMW Zol'Auto                    | BMW M1                  | Laurent Ferrier  | Pierre-François Rousselot | Ausfall                 | Kupplungs- und Getriebeschaden |
| 1982 | Cooke Racing - BP               | Porsche 935K3           | René Metge       | Dany Snobeck              | Rang 5                  |                                |
| 1983 | Cooke Racing                    | Lola T610               | Ralph Kent-Cooke | Jim Adams                 | Ausfall                 | Zylinder überhitzt             |
| 1984 | John Bartlett Racing            | Lola T610               | Steve Kempton    | François Migault          | Ausfall                 | Unfall                         |
| 1985 | Primagaz                        | Rondeau M382            | Pierre Yver      | Pierre-François Rousselot | Ausfall                 | Motorschaden                   |